# 昌河街道
昌河街道，是中华人民共和国江西省景德镇市珠山区下辖的一个乡镇级行政单位。

## 行政区划
昌河街道下辖以下地区：
昌盛社区、东苑社区、西苑社区、学苑社区、幸福社区和北苑社区。